# Weilerswist
Weilerswist est une commune de Rhénanie-du-Nord-Westphalie (Allemagne), située dans l'arrondissement d'Euskirchen, dans le district de Cologne, dans le Landschaftsverband de Rhénanie. Elle est arrosée par l’Erft, un affluent du Rhin.

## Personnalités liées à la ville
- Johann Hugo von Orsbeck (1634-1711), archevêque né au château de Vernich.
- Franz Stupp (1862-1933), homme politique né à Müggenhausen.

## Liens externes

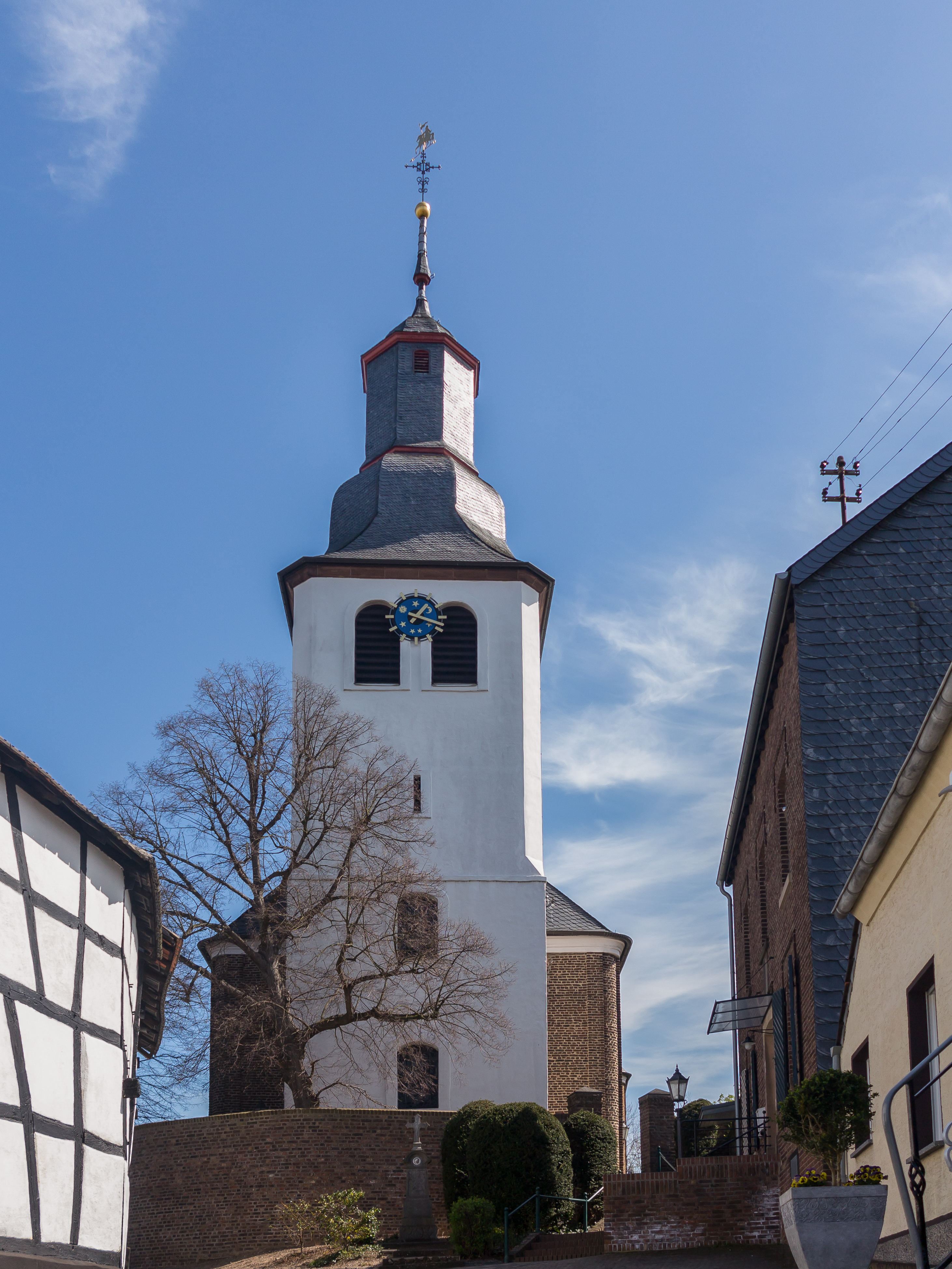
L'église catholique: Pfarrkirche Sankt Mauritius

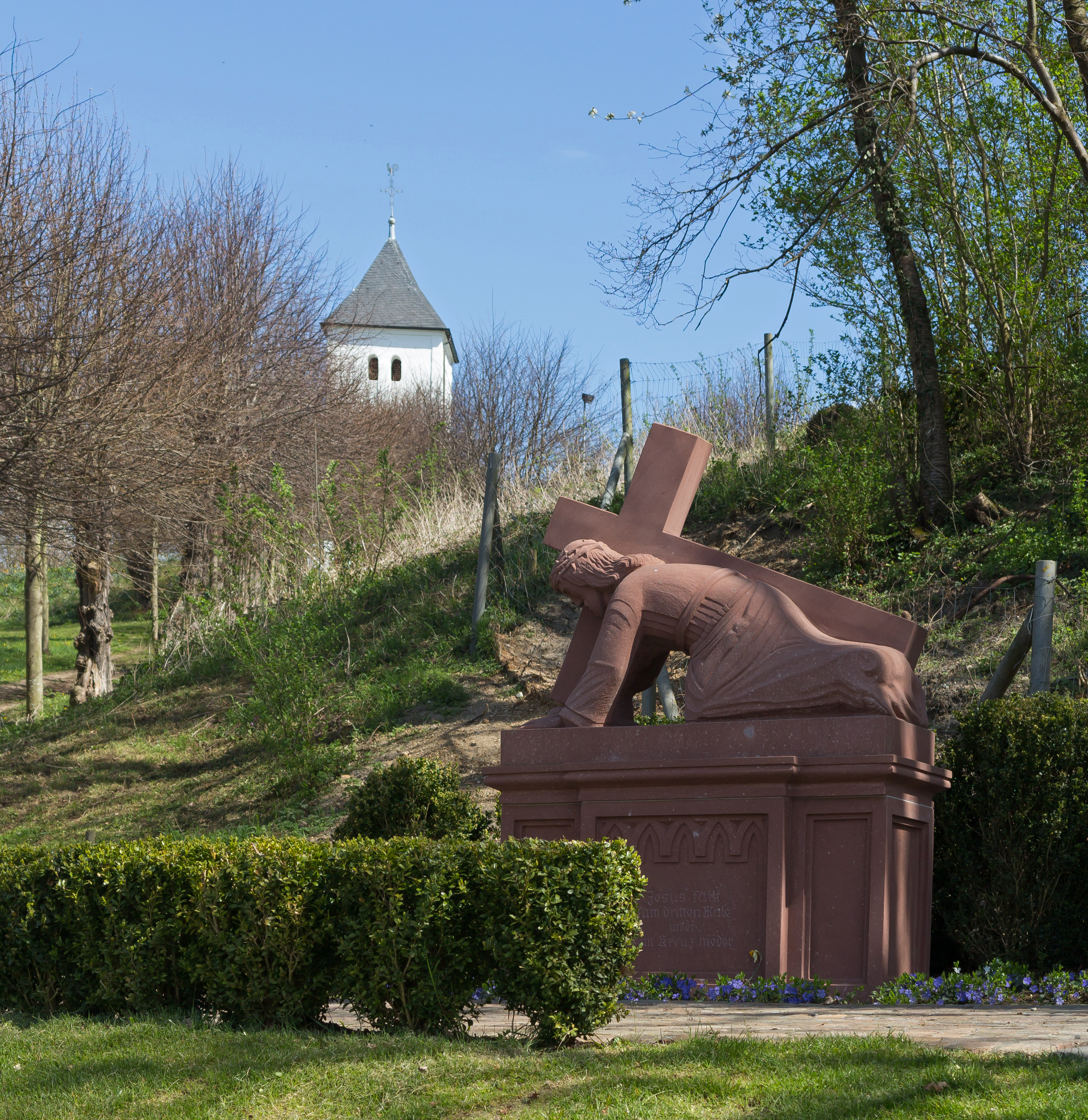
Jesus Christ et le Swister Turm